# ОШ „Бане Миленковић” Ново Село
ОШ „Бане Миленковић” је државна установа основног образовања, налази се у Новом Селу, на територији општине Врњачка Бања.
Школа је основана 1869. године, а данашње име носи од 1960. године по Браниславу Бану Миленковићу, мештанину и првоборцу НОБ-а. Почела је са радом као четвороразредна, да би 1952. године прерасла у седморазредну. Школске 1955/56. године школа је прерасла у осморазредну основну школу и као таква остала је до данашњих дана.
Поред матичне школе у Новом Селу, школа има и издвојено одељење у Рсовцима.